# Mesocyclops meridionalis
Mesocyclops meridionalis är en kräftdjursart som beskrevs av Dussart och Frutos 1986. Mesocyclops meridionalis ingår i släktet Mesocyclops och familjen Cyclopidae. Inga underarter finns listade i Catalogue of Life.